# یغیشه ملیکیان
یغیشه ملیکی ملیکیان (ارمنی: Եղիշե Մելիքի Մելիքյան؛ زادهٔ ۱۳ اوت ۱۹۷۹ در ایروان) یک بازیکن فوتبال بازنشسته در پست مدافع و مربی فوتبال کنونی اهل ارمنستان است.

## باشگاهی
از باشگاه‌هایی که در آن بازی کرده است می‌توان به دوین آرتاشات، آراکس آرارات، بانانتس، متالورگ دونتسک، استال آلچفسک، اولیس، زوریا لوهانسک|زوریا لوهانسک و اوورلا اوژهورود اشاره کرد.

## تیم ملی
وی همچنین در تیم ملی فوتبال ارمنستان بازی کرده است. ملیکیان نخستین بازی ملی خود را در چهارچوب مرحله مقدماتی جام ملت‌های اروپای ۲۰۰۴ بود که در تاریخ ۱۶ اکتبر ۲۰۰۲ در آتن در مقابل یونان انجام داده است.

### آمار
| تیم ملی فوتبال ارمنستان | تیم ملی فوتبال ارمنستان | تیم ملی فوتبال ارمنستان |
| سال                     | حضورها                  | گل‌ها                    |
| ----------------------- | ----------------------- | ----------------------- |
| ۲۰۰۲                    | ۱                       | ۰                       |
| ۲۰۰۳                    | ۵                       | ۰                       |
| ۲۰۰۴                    | ۷                       | ۰                       |
| ۲۰۰۵                    | ۶                       | ۰                       |
| ۲۰۰۶                    | ۳                       | ۰                       |
| ۲۰۰۷                    | ۷                       | ۰                       |
| مجموعاً                  | ۲۹                      | ۰                       |

## افتخارات
- اسپارتاک ایروان
  - جام استقلال ارمنستان قهرمان: ۱۹۹۹
  - لیگ برتر فوتبال ارمنستان قهرمان: ۲۰۰۰
- متالورگ دونتسک
  - لیگ برتر فوتبال اوکراین مذال برنز: ۲۰۰۱/۰۲، ۲۰۰۲/۰۳، ۲۰۰۴/۰۵
- بانانتس
  - جام استقلال ارمنستان قهرمان: ۲۰۰۷